# امیلیو آمباز
امیلیو آمباز (به اسپانیایی: Emilio Ambasz) متولد ۱۹۴۳، معمار آمریکایی آرژانتینی-تبار است.
آمباز دارای کارشناسی ارشد معماری از دانشگاه پرینستون است. او بخاطر پشت بامهای سبز و تلفیق زمین در طرحهای خود با بناهای طراحی شده اش شهرت دارد.
از آثار او می‌توان بوستان گیاهشناسی سن آنتونیو را نام برد. او بین سالهای ۱۹۷۰-۱۹۷۶ مدیر موزه هنر مدرن نیویورک بود.
آمباز ساکن شهر نیویورک است.